# Jean Martinet (mathématicien)
Pour les articles homonymes, voir Martinet et Jean Martinet.
Jean Martinet, né à Saint-Dizier le 19 septembre 1937 et mort à Strasbourg le 3 juillet 1990, est un mathématicien français qui étudia les systèmes dynamiques, les équations différentielles et la topologie différentielle.

## Biographie
En 1959, Jean Martinet étudie les mathématiques à l'université de Grenoble et obtint un doctorat d'État sur les singularités des formes différentielles. Il étudia, au côté du mathématicien Georges Reeb, à Strasbourg, sur la topologie différentielle, géométrie différentielle, équations différentielles, la topologie de la  théorie des systèmes dynamiques et l'analyse non standard.
Jean Martinet a effectué des travaux importants prolongeant certains résultats de René Thom.

Il étudia également la géométrisation des 3-variétés.
Parmi les retombées des travaux de Jean Martinet, il faut signaler qu'il a permis entre autres la solution du célèbre problème de Dulac et de conjectures de René Thom des années 70.
En 1976, il a obtenu un poste de professeur après l'arrêt de nomination à Mulhouse (il devint professeur de classe exceptionnelle en 1989).
Jean Martinet fut le fondateur de la COPREM (Commission permanente de réflexions sur l'enseignement des mathématiques). Il en fut le premier président jusqu'en 1985.
Jean Martinet a enseigné également les mathématiques et a été temporairement la tête de l'IREM à Strasbourg.

## Travaux
- Singularités de fonctions lisses et des cartes, Cambridge University Press 1982
- Sur les clichés singularités l'écart, Annales de l'Institut Fourier, Grenoble, Volume 20, 1970, no 1, 95-178[3], NUMDAM
- La théorie de Galois différentielle et de resommation, dans E. Tournier (éd.) algèbre informatique et les équations différentielles, Academic Press 1989, 117-214
- Introduction à la théorie de Cauchy de sauvage, à titre posthume par Jean-Pierre Ramis publié: Annales de l'Institut Fourier, 42, 1992, 15-47[4], NUMDAM
- avec Jean-Pierre Ramis : accélération et multisummability primaire, Annales de l'Institut Henri Poincaré, Volume 54, 1991, 1-71[5],NUMDAM